# Fleckenbarbe
Die Fleckenbarbe (Barbodes binotatus, Syn.: Barbus binotatus, Puntius binotatus) ist ein Süßwasserfisch aus der Familie der Karpfenfische (Cyprinidae). Ihr Verbreitungsgebiet reicht von Myanmar bis zum Stromgebiet des Mekong, den Großen Sundainseln, Bangka, Belitung und Bali.

## Merkmale
Die Fleckenbarbe wird 18 bis 20 Zentimeter lang. Ihr Körper ist wesentlich schlanker als der der meisten anderen Barbodes-Arten. Die Grundfarbe ist silbrig, der Rücken ist oliv, die Körperseiten schimmern bläulich. Rücken- und Schwanzflosse sind rötlich und besitzen einen dunklen Rand, die Afterflosse ist weißlich und oft mit rötlichen Flecken besetzt. Je nach Alter zeigen sich schwarze Flecke in unterschiedlicher Anordnung und Größe. Jungfische besitzen einen Fleck unterhalb der ersten Strahlen der Rückenflosse, einen oberhalb des Vorderteils der Afterflosse, zwei an den Körperseiten und einen weiteren auf dem Schwanzflossenstiel. Erreichen sie die Geschlechtsreife, so bildet sich der Fleck oberhalb der Afterflosse zurück und die Flecke an den Körperseiten verbinden sich zu einem Längsband. Zur Laichzeit werden die Weibchen unförmig dick und bekommen gelbliche Flossen.
- Flossenformel: Dorsale: 4/8; Anale: 3/5; Pectorale: 1/15–17; Ventrale: 1/8–9.
- Schuppenformel: mLR 23–27.